# Japansk andmat
Japansk andmat (Lemna japonica) är en kallaväxtart som beskrevs av Elias Landolt. 
Japansk andmat ingår i släktet andmatssläktet, och familjen kallaväxter. Inga underarter finns listade.